# Minás Dimákis
Minás Dimákis (griego: Μηνάς Δημάκης) (Heraklion, Creta, Grecia; 1913 - Atenas, Grecia; 1980) fue un poeta griego.

## Biografía
Minás Dimákis nació en 1913 en Heraklion, Creta, hijo de un comerciante, Georgios Dimákis y María Metaxaki. Tras la muerte de su padre en 1917, su madre contrajo matrimonio con Athanasio Spanoudaki, teniendo dos hijos más de este matrimonio: Ekaterini y Eleonora. Su madre murió en 1921. Desde 1919 a 1924 estudió en el Liceo El Korais y en 1930 se terminó sus estudios secundarios del Gimnasio de Heraklion. 
Hasta 1936 trabajó en las empresas familiares quienes eran comerciantes de uvas y luego como empleado de la oficina de turismo de Heraklion. 
En 1935 publicó la primera copia de la revista Hojas de arte (Φύλλα Τέχνης) como resultado de su propio esfuerzo, la cual incluía poemas y traducciones. A partir de 1937 trabajó para el Banco de Grecia en Heraclión, siendo transferido a Atenas en 1943, hasta 1959 cuando se retira para dedicarse a la literatura. 
Colaboró con el Frente de Liberación Nacional. Publicó ensayos críticos para el periódico Meridiano (Μεσημβρινή) entre 1966 y 1967. Entre los galardones literarios que Dimákis obtuvo se encuentran el Segundo Premio Estatal de Poesía en 1960 y el Premio de la Academia por Ensayo en 1973. Minás Dimákis se suicidó en Atenas en 1980.